# Пулемёт Максима
Пулемёт Ма́ксима (англ. Maxim gun) — станковый пулемёт, разработанный британским оружейником американского происхождения Хайремом Стивенсом Максимом в 1883 году. Пулемёт Максима стал одним из родоначальников автоматического оружия; он широко использовался в ходе колониальных войн, Англо-бурской войны 1899—1902 годов, Первой мировой и Второй мировой войн, а также во многих малых войнах и вооружённых конфликтах XX века.

## История создания
Однажды, в 1866 году, 26-летнего изобретателя-самоучку Хайрема Максима, который не являлся оружейным конструктором и не планировал заниматься разработкой оружия, во время его поездки по научным делам в Саванну (штат Джорджия) пригласили на стрельбище пострелять из Спрингфилдского нарезного мушкета — учёный, к которому он приезжал, являлся бывшим солдатом армии Конфедерации. Он предложил посоревноваться с другими ветеранами армии Юга в стрельбе по мишеням. Максим удивил всех собравшихся своей меткой стрельбой, но сам для себя отметил очень мощную отдачу мушкета, сильно ударявшего затыльником в плечо. Плечо изобретателя ещё какое-то время болело после стрельбы, после чего ему пришла идея, что такую большую энергию отдачи, уходящую впустую, можно было бы использовать для перезаряжания оружия и выброса стреляной гильзы. Вернувшись домой в Орнвилл (штат Мэн), он сформулировал принцип автоматического перезаряжания оружия — по мнению историка Гарри Джеймса это было важнейшим изобретением столетия в сфере вооружения. Так появился механизм запирания-отпирания канала ствола для автоматического оружия вообще, реализующий в себе принцип использования энергии отдачи, а также принцип ленточного питания стрелкового оружия в частности. Тем не менее, сделав ряд чертежей, Максим не собирался двигаться дальше от своего изобретения в направлении воплощения его в металле и создания образца стрелкового оружия.
В 1873 году, скорее ради интереса, нежели для практических целей, он подготовил чертежи оружия, получившего впоследствии название «пулемёт». Тем не менее, Максима не волновала оружейная тематика, в результате чего вопрос создания пулемёта был отложен почти на десять лет, поскольку он был увлечён вопросами электричества, электротехники и электрификации, а пулемёт был лишь одним из многих его изобретений. Его наработки в этой сфере стали конкурировать с достижениями Томаса Алва Эдисона, и по решению влиятельного вашингтонского лобби, которое имело финансовый интерес в продвижении на рынок изобретений Эдисона и могло понести крупные убытки в случае внедрения иных инновационных подходов и продуктов, Максиму устроили «почётную ссылку» в Европу, поскольку при условии его дальнейшего пребывания в США, ему чинили всяческие препятствия в осуществлении его изобретательской деятельности. Ему сделали предложение, от которого ему не удалось отказаться, отправив торговым представителем United States Electric Lighting Company в Европу с очень крупной по меркам того времени зарплатой, но негласным запретом заниматься изобретательской деятельностью в сфере электротехники. Будучи вынужденным уехать в Европу и оставить свою лабораторию и опыты в США, Максим путешествовал по Европе, часто квартировал в Париже. В Париже, в гостинице однажды его навестил старый знакомый из Америки, который сказал ему, чтобы Хайрем отказался от работ с электричеством и предложил: «Изобрети что-нибудь такое, чтобы эти тупые европейские снобы скорее поубивали друг друга» (по иронии судьбы, в ходе разразившейся в Европе через тридцать три года мировой войны, изобретение Максима активно применялось обеими воюющими сторонами и стало одним из главных средств уничтожения).
В 1881 году Максим, наконец, взялся за свой пулемёт, но по внешнему виду его оружие уже сильно отличалось от чертежей 1873 года. В 1883 году он представил чертёж своего пулемёта вниманию научного сообщества во время лекции в Париже. После этого Хайрем Максим обратился с предложением к правительству США о принятии его пулемёта на вооружение. Но изобретение никого в США не заинтересовало. В конце 1883 года он отправился в Великобританию, где его разработка первоначально также не вызвала особого интереса со стороны военных. В Лондоне он жил на съёмной квартире в Бэнксайде, запатентовал пулемёт в королевском патентном бюро и изготовил его опытный образец, а поскольку королевские власти отмахивались от изобретателя, Максим регулярно организовывал в лондонском Хэмптон-Гардене презентации своего пулемёта, предлагая своё изобретение вниманию иностранных военных и государственных чинов и демонстрируя его ошеломляющие боевые возможности. Король Дании Кристиан IX увидев пулемёт в действии назвал пулемётную стрельбу бесцельной тратой патронов, точно такого же мнения придерживалось большинство вельмож из числа его современников. Тем не менее, Максиму удалось обеспечить финансирование его проекта, так как этим всерьёз заинтересовался присутствовавший на испытаниях нового оружия британский банкир Натаниэль Ротшильд, согласившийся финансировать разработку и производство пулемёта. Кроме регулярных презентаций в Лондоне, Максим выезжал в зарубежные турне с показом пулемёта в различных странах.
Боевое крещение пулемёта состоялось в 1893 году во время подавления восстания матабеле в южной Африке. Впоследствии пулемёт успешно применялся в британских колониальных войнах при подавлении различных восстаний.
«Оружейная компания Максима» начала изготовлять и рекламировать пулемёты, наглядно демонстрируя их во многих странах. Хайрему Максиму удалось добиться отменной живучести и надёжности своего оружия, и в конце 1899 года его пулемёт, произведённый под британский патрон калибра .303 (7,7 мм) произвёл 15 тыс. выстрелов без каких-либо серьёзных затруднений.
На родине изобретателя, в США, длительное время пытались игнорировать оружие в исполнении Максима. Но имеющаяся на вооружении картечница Гатлинга уже сильно устарела и уступала «Максиму» по всем параметрам, другой выдающийся американский оружейник Джон Браунинг разработал свой первый пулемёт, который был запущен в США в серийное производство. Компания «Кольт» запатентовала пулемёт Браунинга, в ответ Максим обвинил компанию «Кольт» в патентном пиратстве. Но и пулемёт Браунинга уступал «Максиму», в итоге Военное министерство США было вынуждено признать превосходство «Максима» надо всеми имеющимися альтернативами. В 1905 году компания «Кольт» получила лицензию на производство пулемёта Максима на своих заводах в Хартфорде, штат Коннектикут («Максим» американского производства ныне коллекционный раритет, стоимостью от $5 тыс. и выше).
Кайзер Вильгельм, будучи в Лондоне по приглашению своего двоюродного брата принца Уэльского Георга V, был приглашён сам сесть за пулемёт и нажать на гашетку. Кайзер был впечатлён пулемётом и распорядился своим придворным получить право на производство пулемётов в Германии. Лицензию на производства пулемёта получила фирма Людвига Лёве в Берлине (впоследствии известная как DWM). Немецкая копия получила индекс MG 01, доработанная в Германии модификация выпускалась под индексом MG 08.
В 1897 году компания «Виккерс» выкупила предприятия Максима, сам он стал владельцем пакета акций этой компании. По истечении срока действия патента инженеры «Виккерс» добавили ряд конструктивных изменений, пулемёт стал продаваться под маркой «Виккерс» и за рубежом известен официально главным образом именно под этим названием.
В России, а впоследствии и в СССР пулемёт традиционно именовали по имени разработчика даже после очень значительной доработки его русскими оружейниками. Лицензию на производство пулемётов на Тульском оружейном заводе царское правительство получило в 1905 году.
Ранние варианты пулемёта Максима.

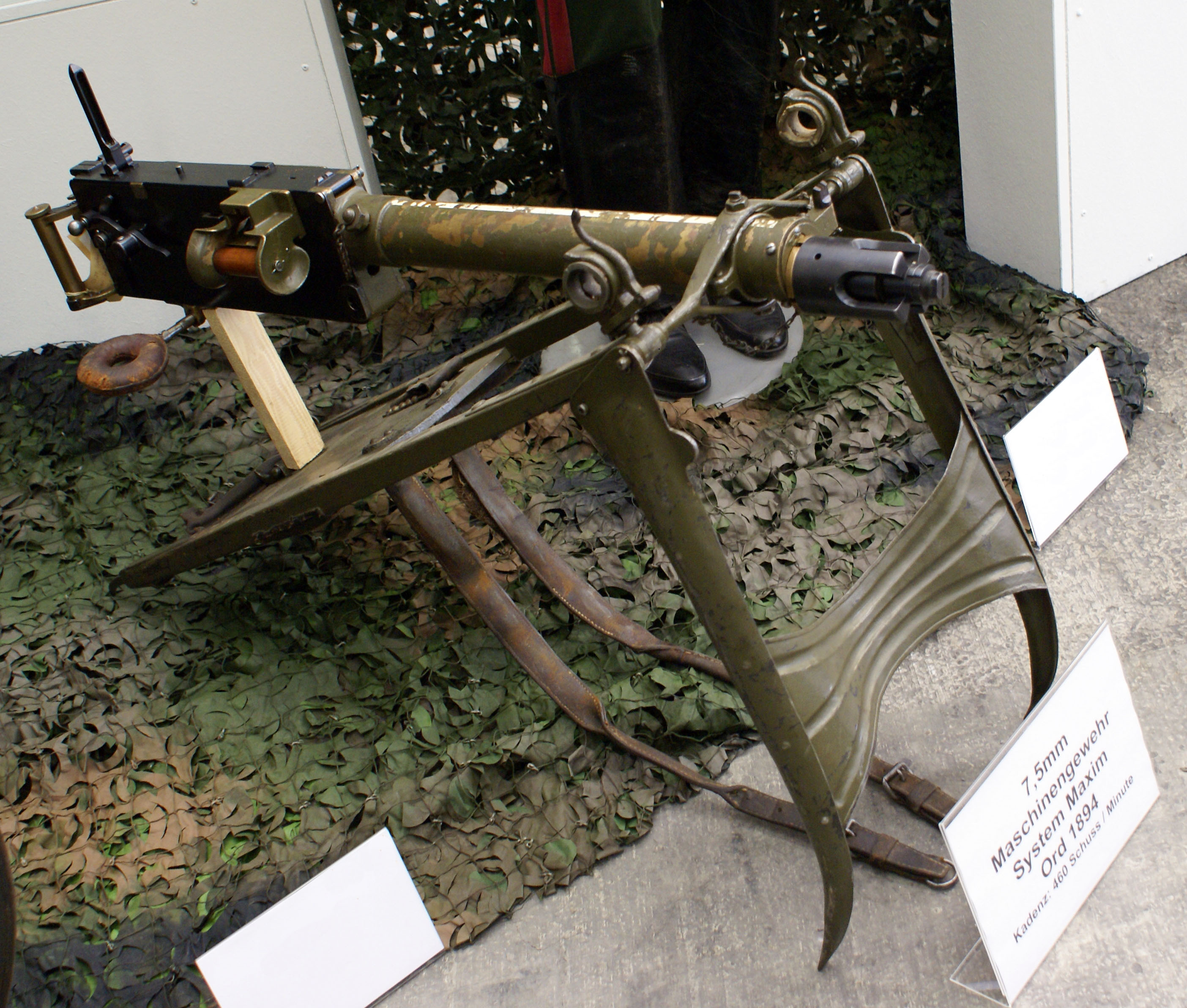
7,5-мм пулемёт «Максим» образца 1894 года.
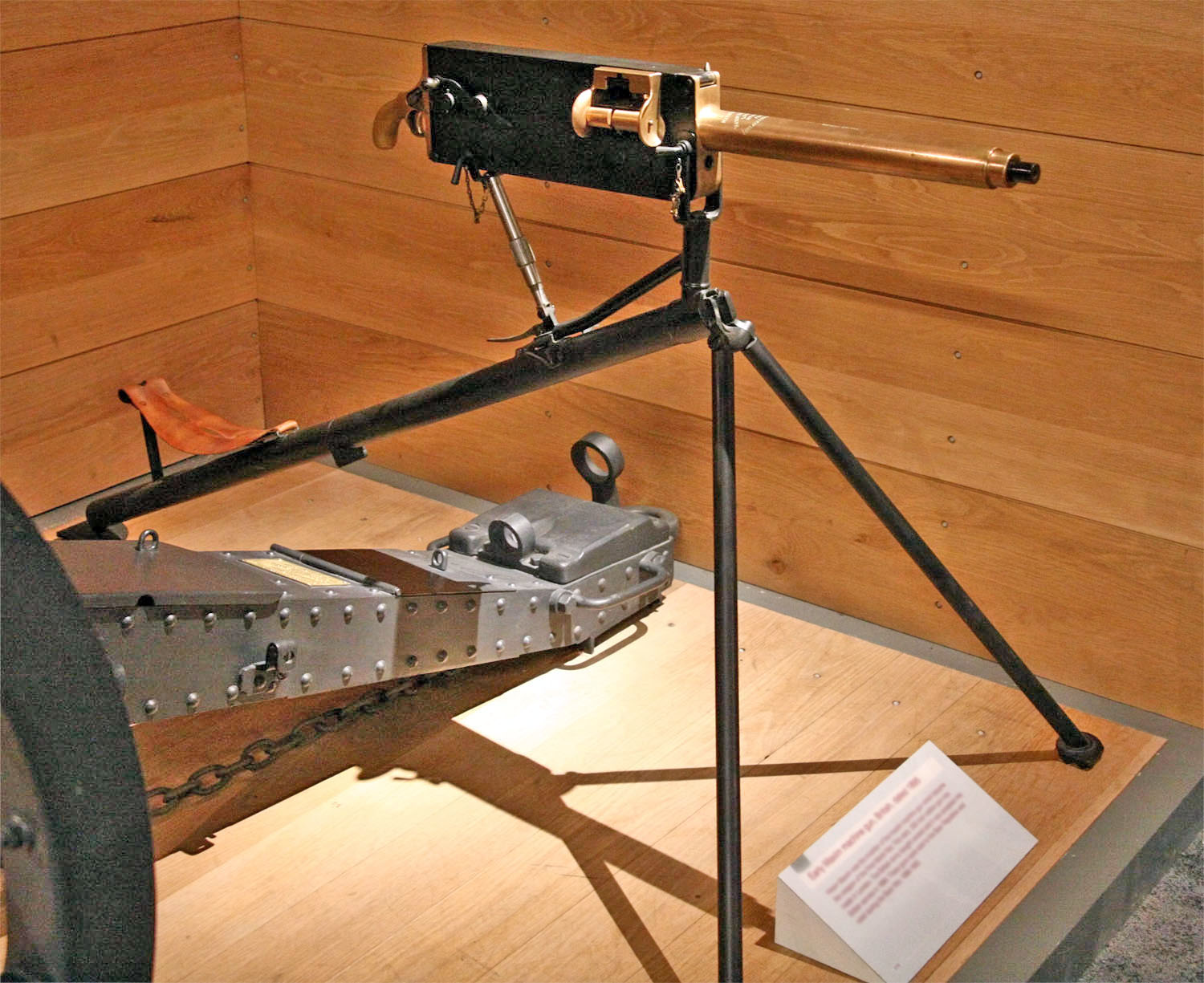
Один из самых первых вариантов пулемёта «Максим», без кожуха водяного охлаждения.

## Система
Пулемёт системы Максима (или просто «Максим») — автоматическое оружие, основанное на автоматике с отдачей ствола, имеющего короткий ход. По мере выстрела пороховые газы отправляют ствол назад, приводя в движение механизм перезаряжания, извлекающий из матерчатой ленты патрон, досылающий его в казённик и при этом одновременно взводящий затвор. После производства выстрела операция повторяется заново. Пулемёт имеет средний темп стрельбы — 600 выстрелов в минуту (в зависимости от версий варьируется от 450 до 1000), а боевая скорострельность составляет 250—300 выстрелов в минуту.
Для стрельбы из российского пулемёта образца 1910 года применяются винтовочные патроны 7,62×54 мм R с пулями образца 1908 года (лёгкая пуля) и образца 1930 года (тяжёлая пуля). Спусковая система рассчитана только на автоматический огонь и имеет предохранитель от случайных выстрелов. Питание пулемёта производится патронами из приёмника ползункового типа, с матерчатой или металлической лентой ёмкостью 250 патронов, которая появилась позже. Прицельное приспособление включает в себя стоечный прицел и мушку с прямоугольной вершиной. На некоторых пулемётах также мог устанавливаться оптический прицел. Пулемёт первоначально устанавливали на громоздкие лафеты, по образцу лафетов митральез; затем появились портативные станки, обыкновенно на треногах; в русской армии с 1910 года использовался колёсный станок, разработанный полковником А. А. Соколовым. Этот станок придавал пулемёту достаточную устойчивость при стрельбе и позволял, в отличие от треног, легко перемещать пулемёт при перемене позиции.

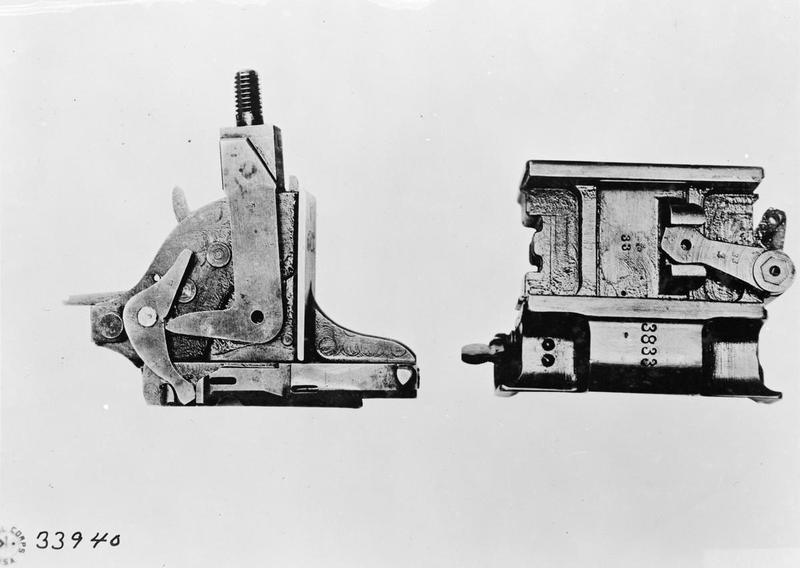
Затвор и приёмник

### Применяемый патрон
| Патрон                | Изображение | Название оружия  | Калибр, мм | Начальная скорость пули, м/с | Кинетическая энергия пули, Дж | Масса патрона, г | Масса пули, г                  | Масса порохового заряда, г | Длина патрона, мм | Длина гильзы, мм |
| --------------------- | ----------- | ---------------- | ---------- | ---------------------------- | ----------------------------- | ---------------- | ------------------------------ | -------------------------- | ----------------- | ---------------- |
| 7,62×54 мм            |             | Максим обр. 1910 | 7,91       | 830                          | 2920-3466                     | 22,7-25,1        | 9,6-11,8                       | 3,1                        | 77,16             | 53,72            |
| 7,92×57 мм            |             | MG 08            | 8,09       | 735-837                      | 3460-4480                     | ?                | 12,8 (со стальным сердечником) | 3,05                       | 80,5              | 56,75            |
| .303 British          |             | Виккерс          | 7,92       | 701—760                      | 2888—3122                     | ?                | 9,98—11,6                      | 2,43                       | 77                | 56,4             |
| 7,5×55 мм Шмидт-Рубин |             | MG 11            | 7,77       | 750—910                      | 3437—3700                     |                  | 8—13                           |                            | 77,7              | 55,6             |

## Пулемёт Максима в России
После успешной демонстрации пулемёта в Швейцарии, Италии и Австрии Хайрем Максим приехал в Россию с показательным образцом пулемёта .45-го калибра (11,43 мм).
В 1887 году прошли испытания пулемёта «Максим» под 10,67-мм патрон винтовки Бердана с дымным порохом.
8 марта 1888 года из него стрелял император Александр III. После испытаний, представители русского военного ведомства заказали Максиму 12 пулемётов образца 1885 года под 10,67-мм патрон винтовки Бердана.
Поставлять пулемёты «Максим» в Россию начало предприятие «Сыновья Виккерс и Максим». Пулемёты были доставлены в Санкт-Петербург в мае 1889 года. Новым оружием заинтересовался и российский военный флот, он заказал ещё два пулемёта для проведения испытаний.
В дальнейшем, винтовка Бердана была снята с вооружения, и пулемёты «Максим» были переделаны под 7,62-мм патрон русской винтовки Мосина. В 1891—1892 гг. для испытаний были закуплены пять пулемётов под патрон 7,62х54 мм. В течение 1897—1904 годов был закуплен ещё 291 пулемёт.
В 1901 году 7,62-мм пулемёт Максима на колёсном лафете английского образца был принят на вооружение полевых войск, в течение этого года в русскую армию поступило первые 40 пулемётов Максима. Пулемёт (масса которого на тяжёлом лафете с большими колёсами и большим бронещитом составляла 244 кг) отнесли в подчинение к артиллерии. Пулемёты планировалось использовать для обороны крепостей, для отражения массированных атак пехоты противника огнём с заранее оборудованных и защищённых позиций. Главному артиллерийскому управлению было предоставлено право выписывать пулемёты Максима из-за границы.
В марте 1904 года был подписан контракт с фирмой «Виккерс, сыновья и Максим» о производстве пулемётов «Максим» на императорском Тульском оружейном заводе, за право изготовления пулемётов в России контракт предусматривал уплату в течение десяти лет по 80 фунтов стерлингов за каждый изготовленный пулемёт. По истечении 10 лет российское военное ведомство приобретало в полную собственность право изготовлять любое число пулемётов Максима без всякой уплаты вознаграждения. На вооружении русской армии состояли пулемёты Максима тяжёлого, облегчённого и лёгкого образца. Пулемёты лёгкого образца закупались в Англии для вооружения кавалерии. Пулемёты Максима двух других типов поступали на вооружение в полевые войска и в гарнизоны крепостей.
Стоимость производства тульского пулемёта (942 рубля + 80 фунтов стерлингов комиссионного вознаграждения фирме «Виккерс», всего около 1700 рублей) была ниже, чем стоимость приобретения у англичан (2288 рублей 20 копеек за пулемёт). В мае 1904 года на Тульском оружейном заводе началось серийное производство пулемётов. На 1905 год заводу был дан наряд на изготовление 122 пулемётов Максима для крепостей. В счёт этого наряда, по 1 декабря 1905 года, сдано готовых 28 пулемётов и отдельных частей для сборки 100 пулемётов. На 1906 год заводу был дан наряд на изготовление для крепостей 400 пулемётов Максима. В счёт этого наряда, по 1 декабря 1906 г., изготовлено и собрано 218 пулемётов и подготовлено к сборке 30 пулемётов. С начала же выделки на заводе всего было изготовлено 280 пулемётов. В 1907 году завод должен был изготовить 661 пулемёт Максима. В счёт этого наряда по 1 декабря 1907 г. изготовлено и собрано 543 пулемёта. Пулемёт Максима являлся преобладающим типом пулемётов в русской армии. В полевых войсках к началу мировой войны состояли исключительно пулемёты Максима.

## Применение
Пулемёт «Максим» был предназначен для поддержки пехоты огнём, а также для подавления огня противника и расчистки пути пехотинцам при наступлении или для прикрытия при отступлении. В обороне пулемёт «Максим» был предназначен для борьбы с огневыми точками противника, для обстреливания открытых подступов. В конце XIX — начале XX века европейские пацифисты часто предъявляли требования ввести полный запрет на использование пулемёта в военных конфликтах как негуманного оружия. Спровоцированы эти требования были тем, что Великобритания первой среди колониальных империй выявила преимущества пулемёта и активно стала применять его в столкновениях с плохо вооружёнными туземными повстанцами.
В Судане 2 сентября 1898 года в битве при Омдурмане, где 8200 британских и 17 600 египетских солдат, имеющих 20 пулемётов Максима на суше и 24 пулемёта на военных кораблях, сражались с армией Судана в 60-62 тысяч человек, состоявшей в основном из пехоты, вооружённой копьями и холодным оружием. Массированным пулемётным огнём атаки суданской армии были отбиты. Английские части при этом понесли незначительные потери.

### Битва за форты Дагу
17 июня 1900 года в ночном бою с 0 часов 50 минут до 6 часов 45 минут 3 русские и 3 иностранные (германская, французская и британская) канонерские лодки (канлодки) из 43 современных казнозарядных орудий и пяти пулемётов Максима выпустили по превосходящим их в количестве орудий пяти китайским фортам (19 современных, 46 казнозарядных картузного заряжания и 102 устаревших дульнозарядных орудий) 7293 37—229-мм снаряда (3480 с русских канлодок) и 18 174 патрона из пулемётов (15 000 патронов с 1400—2400 метров выпустила из двух пулемётов русская «канлодка Гиляк»), убили 600—800 китайцев и, во взаимодействии с высаженным десантом из 903 японцев, британцев, русских, немцев, австро-венгров и итальянцев, заставили китайцев оставить форты, потеряв 46 человек убитыми и умершими от ран и 92 раненными (десант — 7 убитыми [5 японцев, 1 русский и 1 британец] и 12 ранеными). На русских канлодках прицелы по дальности устанавливали при свете керосиновых ламп, прицеливались по вспышкам выстрелов китайских орудий.
Большая боевая скорострельнось двух пулемётов «Гиляка» может быть объяснена тем, что они стояли высоко на мачте на боевом марсе с тремя станками, обеспечивающими стрельбу в разных направлениях. Пулемёты, вероятно, эффективны из-за того, что с дальностей 1400—2400 метров могли поражать по крутой траектории китайскую орудийную прислугу за невысокими вертикальными стенами фортов, Эта победа открыла союзным войскам путь на Пекин и значительно ускорила подавление Ихэтуаньского восстания, после которого Россия значительно укрепилась в Маньчжурии, в частности на взятом в аренду Ляодунском полуострове с портом и крепостью Порт-Артур.

### Русско-японская война
К началу Русско-японской войны в российской армии было 5 пулемётных рот по 8 пулемётов в каждой (они были сформированы в 1901 году при 4-й пехотной дивизии, 6-й пехотной дивизии, 8-й пехотной дивизии, 16-й пехотной дивизии, а также 3-й Восточно-Сибирской стрелковой бригаде в Порт-Артуре) и около 200 пулемётов в крепостях, ещё около 300 пулемётов было у флота. К концу войны количество пулемётов в российской армии на фронте достигло 342.
Впервые русская армия применила пулемёты в бою на реке Ялу 18 апреля (1 мая) 1904 года. Пулемётная рота 3-й Восточно-Сибирской бригады нанесла противнику значительные потери, выпустив около 35 тыс. пуль, однако почти вся погибла при отходе.
В одном из сражений под Мукденом русская батарея, оснащённая шестнадцатью пулемётами «Максим» (тогда в русской армии пулемёты были подчинены артиллерийскому командованию), противостояла нескольким атакам японцев, вскоре японская сторона потеряла половину наступавших. Без помощи пулемётов отбить эти атаки так эффективно было бы невозможно. Произведя несколько десятков тысяч выстрелов за сравнительно малый промежуток времени, русские пулемёты тем не менее не вышли из строя и были в хорошем состоянии, доказав тем самым свои исключительные боевые характеристики. Теперь пулемёты стали закупаться сотнями, несмотря на значительную цену, свыше 3000 рублей за пулемёт. При этом их уже в войсках снимали с тяжёлых лафетов и с целью повышения манёвренности ставили на самодельные, более лёгкие и удобные в перевозке станки.

### Первая мировая война

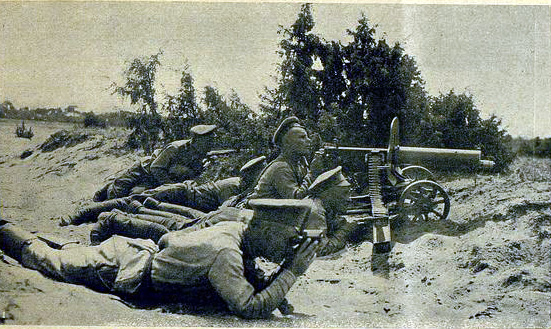
Пулемёт Максима в действии (1916—1917)

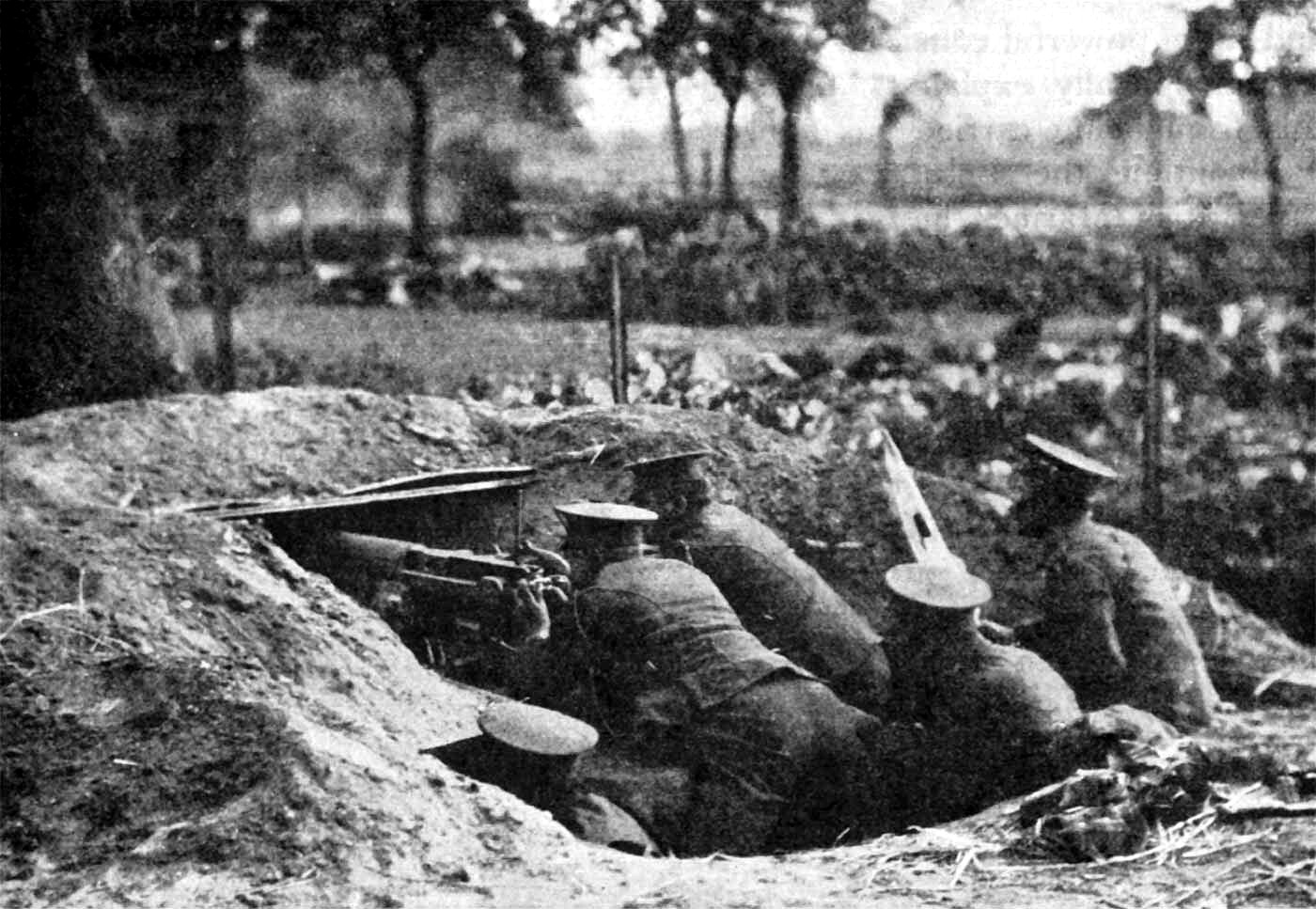
Маскировка позиции пулемёта. 1915 г.

Пулемёт Максима был единственным образцом пулемёта, выпускавшегося в Российской империи во время Первой мировой войны. Ко времени объявления мобилизации в июле 1914 года на вооружении русской армии насчитывалось 4157 пулемётов. При этом Россия опережала все европейские армии по количеству пулемётов на дивизию: Россия — 32 пулемёта, Англия, Франция, Германия, Австро-Венгрия — по 24, США — 18, Италия — 8. Однако в ходе Первой мировой войны ситуация кардинально поменялась.
После начала войны русское военное министерство отдало распоряжение увеличить выпуск пулемётов, но справиться с задачей снабжения армии пулемётами было трудно, так как в России пулемёты изготовлялись в недостаточном количестве, а все заграничные пулемётные заводы были загружены до предела. В ходе войны российская промышленность выпустила 27 571 пулемёт (828 во втором полугодии 1914 года, 4 251 — в 1915 году, 11 072 — в 1916 году, 11 420 — в 1917 году), но объёмы производства недостаточны и не могли обеспечить потребности армии.

### Вторая мировая война

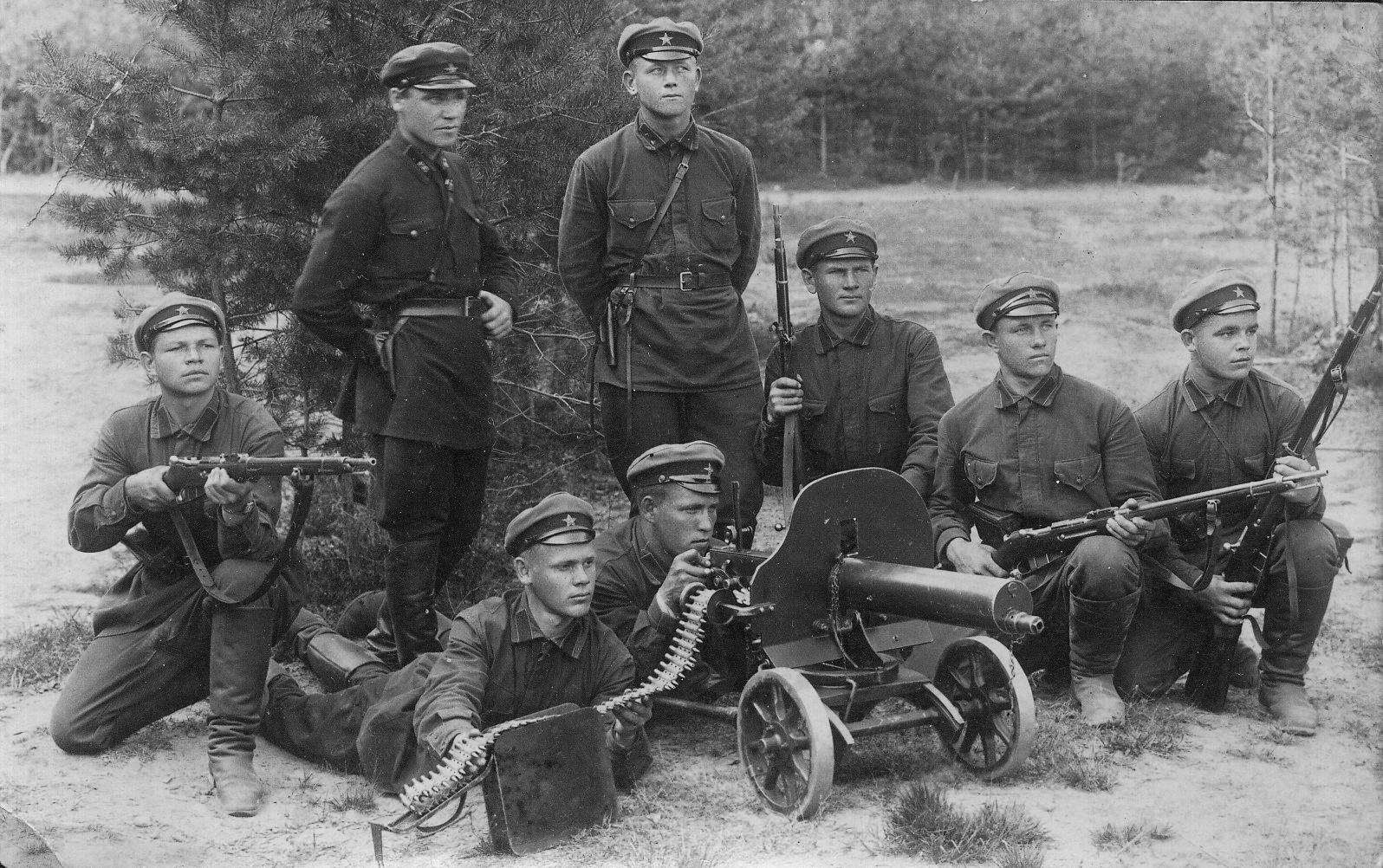
Командиры и бойцы РККА с пулемётом Максима, конец 1920-х — начало 1930-х годов

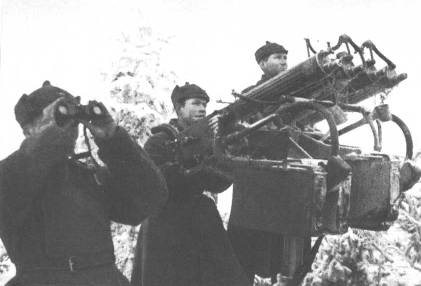
Счетверённая зенитно-пулемётная установка образца 1931 года

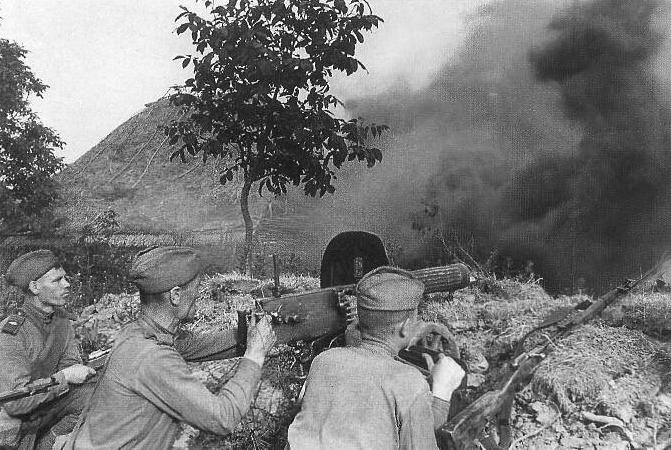
Расчёт пулемёта Максима ведёт огонь по врагу. Курская битва.

Пулемёт Максима активно применялся РККА в Великой Отечественной войне. Его использовала как пехота, так и горнострелковые части, а также флот. Во время войны боевые возможности «Максима» пытались повысить не только конструкторы и производители, но и в войсках. Солдаты часто убирали с пулемёта бронещит, тем самым пытаясь повысить манёвренность и добиться меньшей заметности. Для маскировки помимо камуфляжной окраски, на кожух и щит пулемёта надевали чехлы. В зимнее время «Максим» устанавливали на лыжи, санки или на лодку-волокушу, с которых и вели огонь. Во время Великой Отечественной пулемёты крепили на лёгкие внедорожники «Виллис» и ГАЗ-64.
Был и счетверённый зенитный вариант «Максима». Эта зенитно-пулемётные установки широко применялась в качестве стационарной, корабельной, устанавливалась в кузовах автомашин, бронепоездах, железнодорожных платформах, на крышах зданий. Пулемётные системы «Максима» стали самым распространённым оружием войсковой ПВО. Счетверённая зенитно-пулемётная установка образца 1931 года отличалась от обычного «Максима» наличием устройства принудительной циркуляции воды и большой ёмкостью пулемётных лент — на 500 патронов вместо обычных 250. Используя зенитный кольцевой прицел образца 1929 года, установка была в состоянии вести эффективный огонь по низколетящим самолётам противника (максимально на высотах до 1500 м при скорости до 500 км/ч). Эти установки также иногда использовались для поддержки пехоты.
К концу 1930-х годов конструкция «Максима» морально устарела. Тело пулемёта (без станка, воды в кожухе и патронов) имело массу около 20 кг. Масса станка Соколова с щитом — около 40 кг, плюс 4 кг воды. Поскольку использовать пулемёт без станка и воды невозможно, то масса всей системы (без патронов) около 67 кг. Перемещать такой вес по полю боя под огнём непросто. Высокий профиль затруднял маскировку; повреждение тонкостенного кожуха в бою пулей или осколком практически выводило пулемёт из строя. Сложно было применять «Максим» в горах, где бойцам приходилось использовать самодельные треноги вместо штатных станков. Значительные трудности летом вызывало снабжение пулемёта водой. Кроме того, система Максима сложна в обслуживании.
Много хлопот доставляла матерчатая лента — её трудно снаряжать, она изнашивалась, рвалась, впитывала влагу. Для сравнения, единый пулемёт вермахта MG-34 имел массу 10,5 кг без патронов, питался металлической лентой и не требовал воды для охлаждения (при этом несколько уступая «Максиму» по длительной скорострельности, будучи по этому показателю ближе к ручному пулемёту Дегтярёва, хотя и с важным нюансом, — MG34 имел быстросменный ствол, позволявший при наличии запасных стволов вести из него более интенсивную стрельбу очередями). Стрельба из MG-34 могла вестись без станка, что способствовало скрытности позиции пулемётчика.
С другой стороны, отмечали и положительные свойства «Максима»: благодаря безударной работе автоматики он устойчив при стрельбе со штатного станка, давал кучность даже выше, чем более поздние разработки, и позволял точно управлять огнём. При грамотном обслуживании пулемёт мог служить вдвое дольше установленного ресурса, который и так был больше, чем у новых, более лёгких пулемётов.
Ещё до Великой Отечественной войны разработан и запущен в производство существенно более совершенный и современный станковый пулемёт — ДС конструкции В. Дегтярёва. Однако из-за проблем с надёжностью и существенно большей требовательности к обслуживанию его производство вскоре свёрнуто, а большинство имевшихся в войсках утрачены на начальном этапе боевых действий.
Тем не менее, настоятельная необходимость замены «Максима» более современным станковым пулемётом не исчезла, поэтому в 1943 году на вооружение принят станковый пулемёт системы Петра Горюнова СГ-43 с воздушной системой охлаждения ствола. СГ-43 превосходил «Максим» по многим параметрам. Поступать в войска он начал во второй половине 1943 года. Между тем, «Максим» продолжал выпускаться вплоть до конца войны на Тульском и Ижевском оружейных заводах, и до завершения производства он оставался основным станковым пулемётом РККА и подразделений войск НКВД по охране особо важных предприятий промышленности.
Последний факт применения «Максима» Советской армией отмечен в 1969 году во время пограничного конфликта на острове Даманском.

### Российско-украинская война
Зафиксировано использование пулемёта силами формирований ЛНР и ДНР в войны на Донбассе в 2014 году.
Пулемёт также был возвращён на вооружение сил украинской территориальной обороны во время российского вторжения на Украину в 2022 году. По состоянию на февраль 2022 года на складах украинской армии находилось около 35 тыс. пулемётов M1910 производства 1920—1950 гг.

## Варианты
На основе конструкции Хайрема Максима в разных странах было создано множество вариантов пулемёта.

### Пулемёт Максима образца 1910 года
7,62-мм пулемёт «Максим» образца 1910 года — русский вариант британского пулемёта «Максим», прошедший модернизацию на Тульском оружейном заводе под руководством мастеров И. А. Пастухова, И. А. Судакова и П. П. Третьякова. Был уменьшен вес тела пулемёта и изменены некоторые детали: принятие на вооружение патрона с остроконечной пулей образца 1908 года вызвало необходимость изменить в пулемёте «Максим» прицельные приспособления, переделать приёмник, чтобы он подходил под новый патрон, а также расширить отверстие втулки надульника, во избежание слишком большой тряски пулемёта при стрельбе. Английский колёсный лафет был заменён на облегчённый колёсный станок А. А. Соколова, броневой щит английского образца — на бронещит уменьшенных размеров. Кроме того, А. Соколов спроектировал патронные коробки, двуколку для перевозки патронов, герметичные цилиндры для ящиков с патронами.
Пулемёт Максима обр. 1910 года со станком весил 62,66 кг (а вместе с жидкостью, заливаемой в кожух для охлаждения ствола — около 70 кг).
Пулемёты Максима обр. 1910 года применялись в ходе Первой мировой войны и гражданской войны, их использовали в качестве станковых пулемётов, устанавливали на бронеавтомобили, бронепоезда и «тачанки».

### Пулемёт Максима образца 1910/30 года

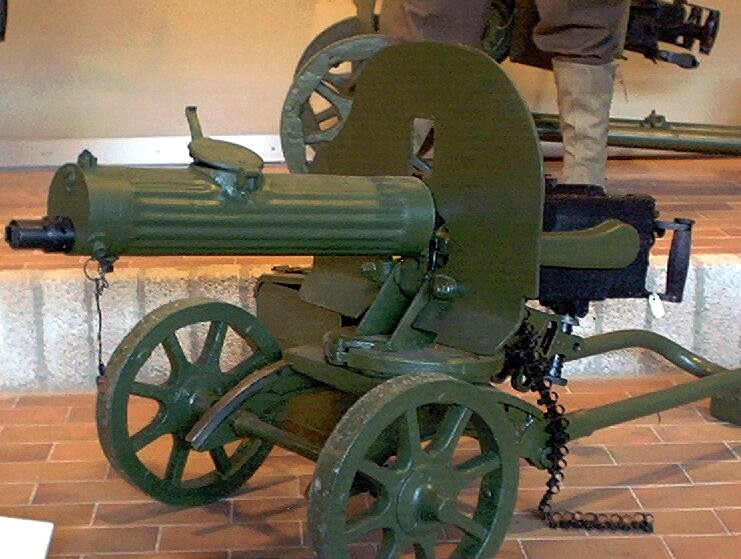
Пулемёт Максима образца 1910/30 года, выпущенный после 1940 года

В ходе боевого применения пулемёта «Максим» стало ясно, что в большинстве случаев огонь ведётся на дистанции от 800 до 1000 м, а на такой дальности нет заметного отличия в траектории лёгкой пули образца 1908 года и тяжёлой пули образца 1930 года.
В 1930 году пулемёт снова модернизирован, в него были внесены следующие изменения:
- установлен откидной затыльник, в связи с чем изменились правая и левая задвижки и соединение спускного рычага и тяги
- предохранитель перенесён на спусковой крючок, что избавило от необходимости действовать двумя руками при открытии огня
- установлен указатель натяжения возвратной пружины
- изменён прицел, введена стойка и хомутик с защёлкой, на целике боковых поправок увеличена шкала
- появился буфер — держатель для щита, прикреплённый к кожуху пулемёта
- введён отдельный боёк к ударнику
- для стрельбы на дальние дистанции и с закрытых позиций введена тяжёлая пуля образца 1930 года, оптический прицел и угломер — квадрант
- для большей прочности кожух ствола с продольным рифлением.

С целью унификации станков для пулемёта «Максим» оружейный конструктор Семён Владимиров создал новый универсальный колёсно-треножный станок, принятый на вооружение РККА под обозначением «станок образца 1931 года».
Станки на маленьких колёсах (и А.Соколова, и С.Владимирова) предназначались, в основном, для перемещения пулемёта на поле боя. На марше пулемёт переносился бойцами (отдельно тело, станок и щит) для сохранения подвижности пешей колонны. Кроме этого, при длительном перекатывании пулемёта на марше не предназначенные для этого колёса «разбалтывались», ухудшая устойчивость пулемёта и, как следствие, кучность стрельбы.
Модернизированный пулемёт назван «7,62 станковый пулемёт системы Максима образца 1910/30 года»
В 1940 году, по опыту Советско-финской войны, пулемёт получил широкое заливное отверстие и сливной кран для выливного отверстия (по примеру финского M32), теперь зимой кожух можно наполнять льдом и снегом.

### МТ
МТ — вариант переделки пулемёта «Максим» в ручной пулемёт, разработанный русским оружейником Ф. В. Токаревым в 1924 году, в период работы на Тульских оружейных заводах (МТ — «Максим-Токарев»).

### M/32-33

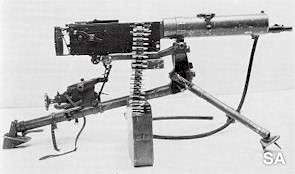
Финский пулемёт M/32-33

Этот финский пулемёт представляет собой вариант русского пулемёта образца 1910 года. «Максим» M/32-33 был разработан финским оружейником Аймо Лахти в 1932 году, он мог стрелять с темпом стрельбы 800 выстр./мин., в то время как русский пулемёт образца 1910 года стрелял с темпом 600 выстр./мин.; помимо этого «Максим» M/32-33 имел ряд других новшеств. Он активно применялся финской стороной в Советско-финской войне. Используемый патрон отличался по допускам от советского.
ТТХ
- Калибр: 7,62 мм
- Патрон: 7,62×53 мм R финский.
- Темп стрельбы: 650—850 выстр./мин.
- Эффективная дальность стрельбы: 2000 м

### Виккерс

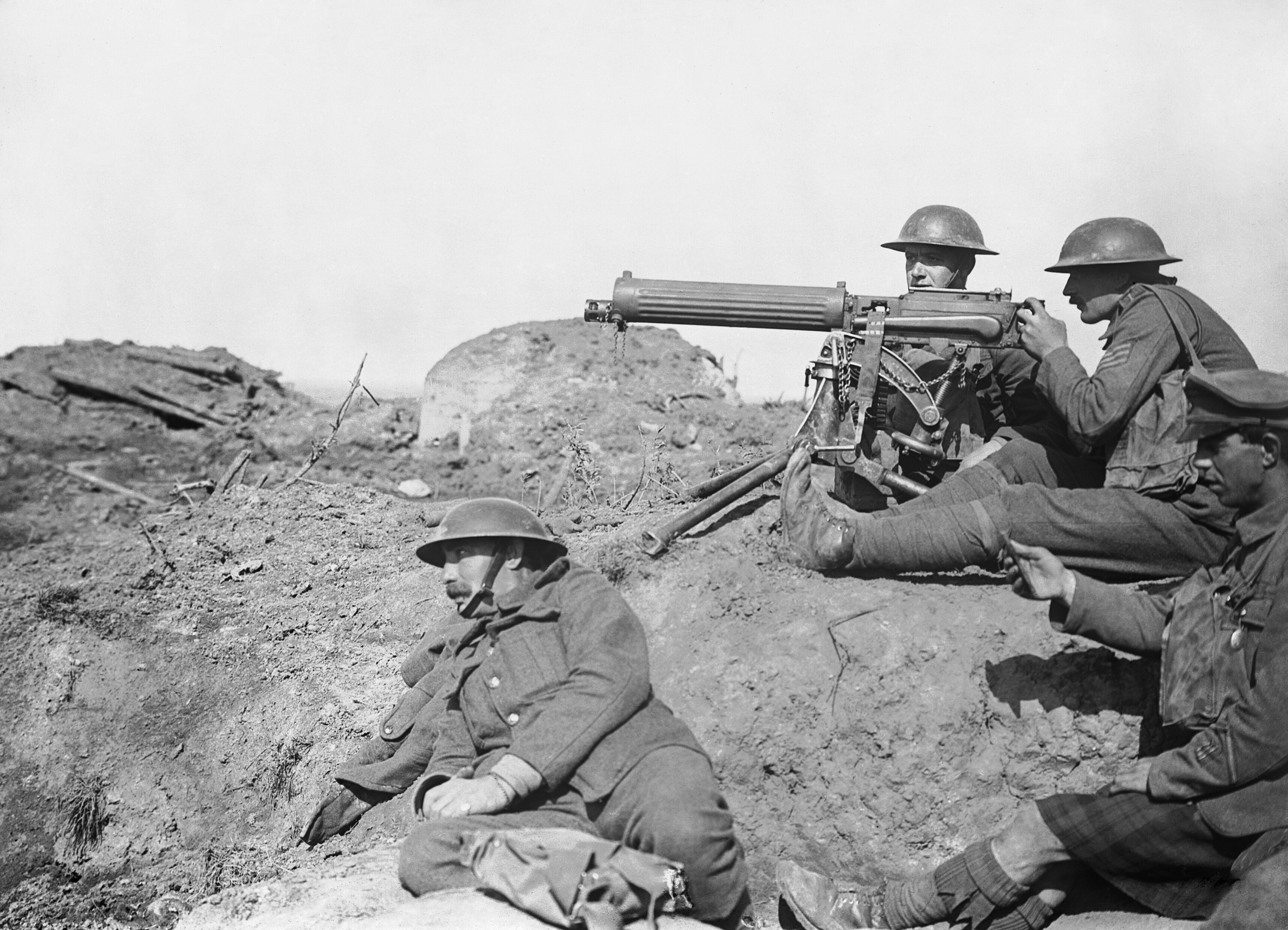
Пулемёт «Виккерс» — английский вариант пулемёта «Максим».

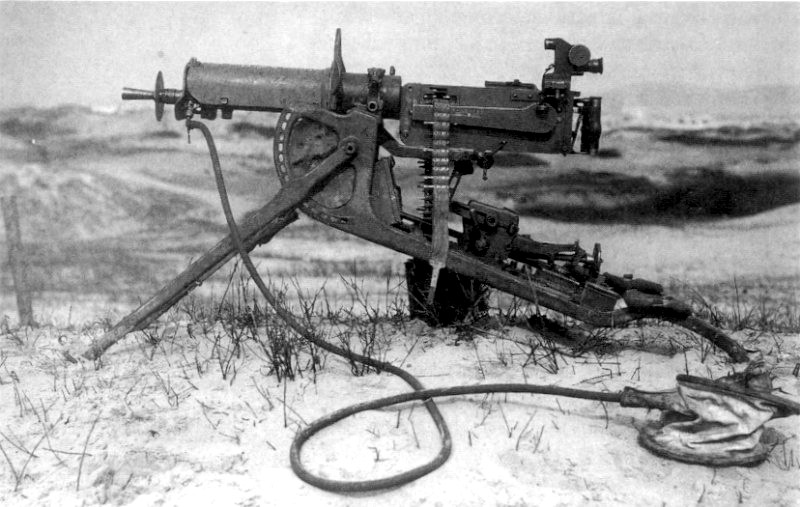
Немецкий вариант пулемёта Максима — MG 08

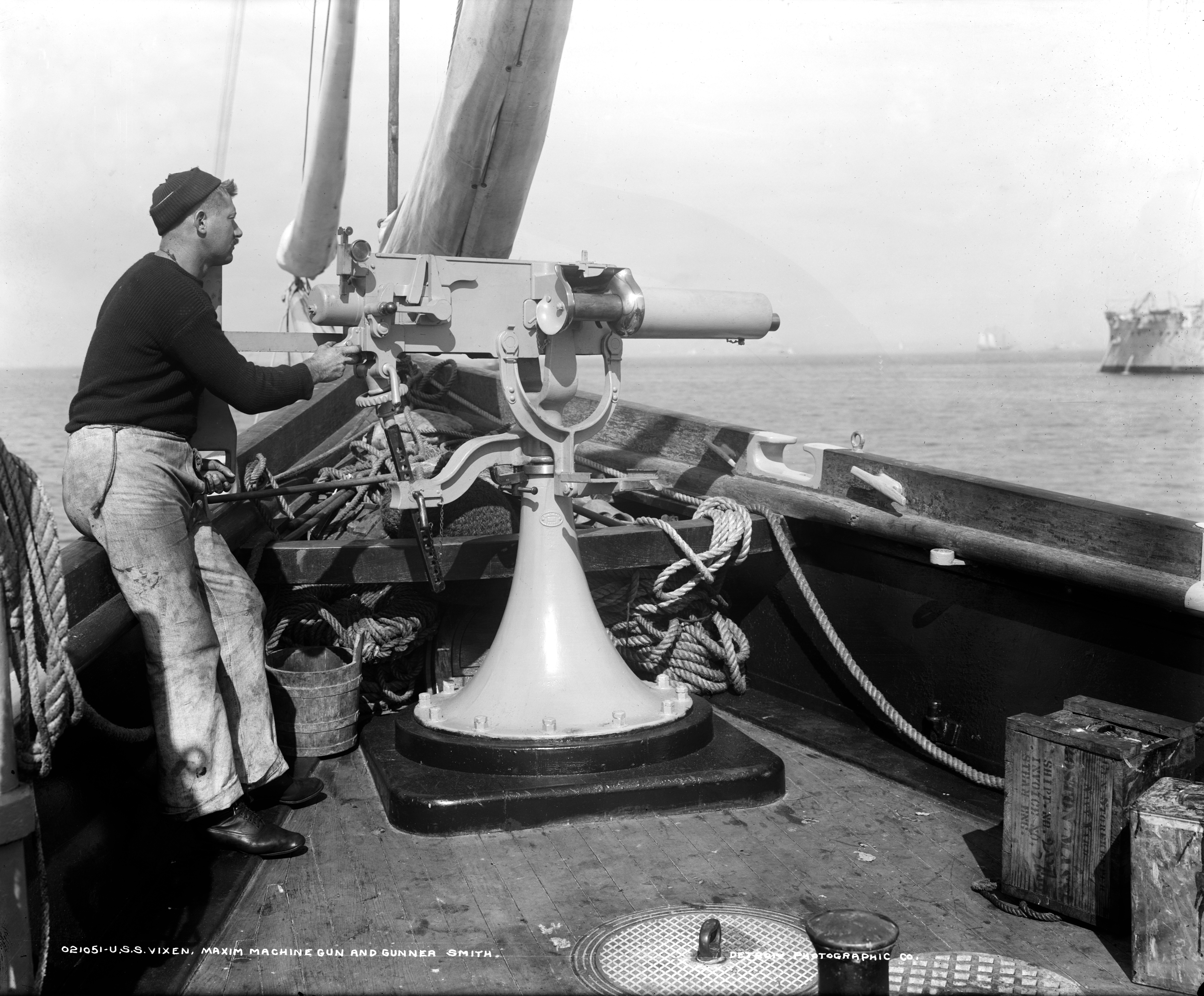
37-мм пушка Максим на корабле

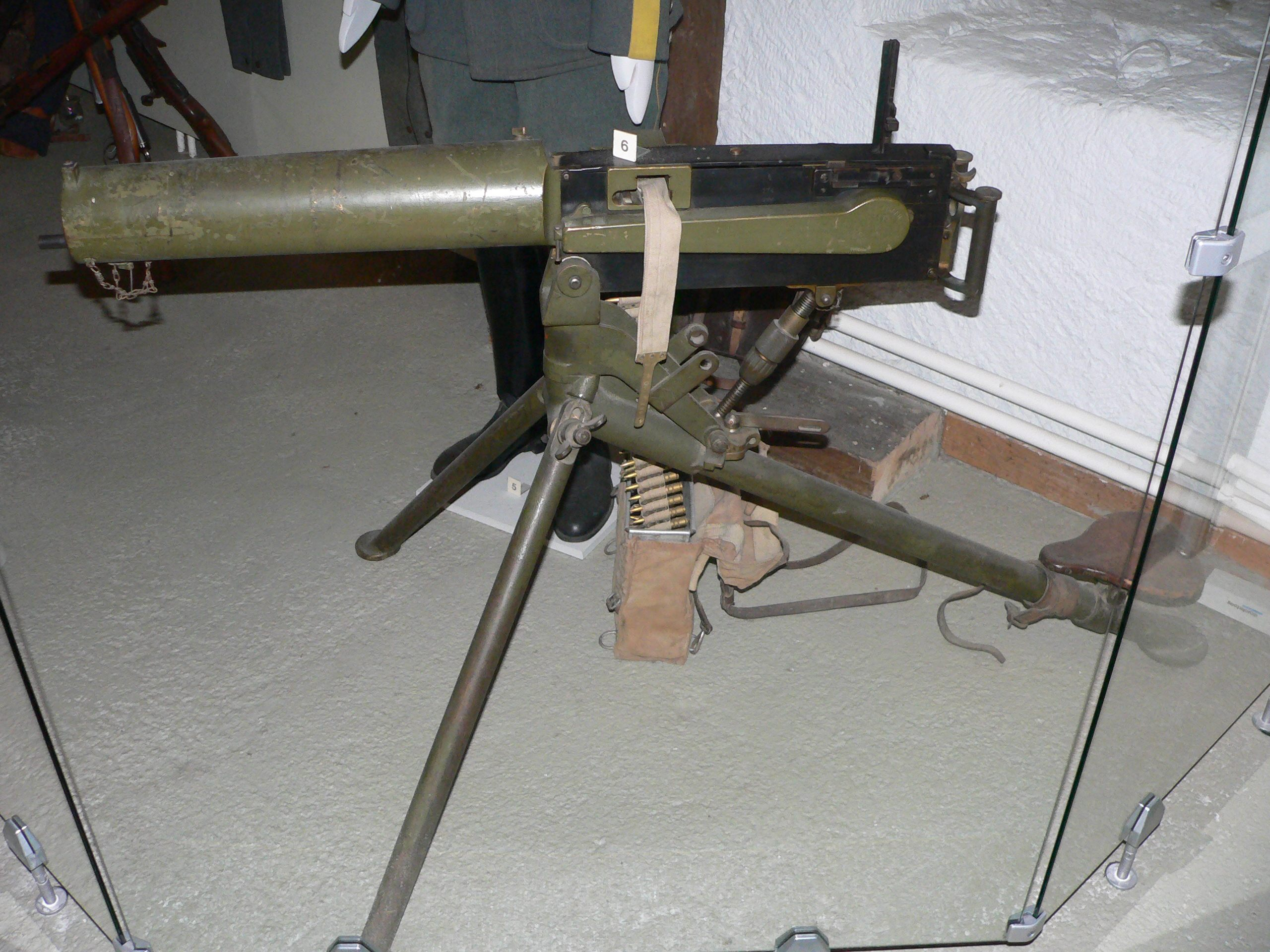
MG 00 (Maschinengewehr Modell 1900) — первый швейцарский Максим

«Виккерс» — британский вариант пулемёта, он был практически главным тяжёлым автоматическим оружием пехоты в армии Великобритании со времени принятия на вооружение в 1912 году вплоть до начала 1960-х годов. Помимо Великобритании виккерсы также производили в США, Австралии, Португалии. Перед вступлением США в Первую мировую войну военное министерство оценило оружие Антанты и после этого в конце 1916 года заказало оружейной компании «Кольт» 4000 пулемётов Виккерс.
Устройство пулемёта Виккерс немного отличалось от устройства российского пулемёта «Максим» образца 1910 года следующим:
- Замок был повёрнут на 180 градусов так, что нижний спуск обращён вверх; это давало возможность снизить высоту и вес короба.
- Крышка короба разделена на две половины: передняя половина крышки закрывает приёмник, а задняя половина закрывает короб; обе части зафиксированы на одной оси.
- Затыльник откидной, прикреплённый к коробу двумя засовами (верхним и нижним).

#### «Виккерс» в авиации
В 1914 году Виккерсы стали устанавливать на военные самолёты, а в 1916 году появился «Виккерс» Мк I* (511), его отличительной особенностью было воздушное охлаждение ствола и тяга синхронизатора для стрельбы через винт самолёта. В кожухе ствола спереди и сзади были сделаны вентиляционные отверстия. Масса «тела» пулемёта — 13,5 кг, цифра 511 указывала на увеличенный темп стрельбы с помощью буфера, который ускорял начальную скорость наката подвижной системы. Виккерс использовался как французской, так и русской авиацией. Пулемётами «Виккерс» также стали вооружать первые танки.
ТТХ:
- Калибр: 7,71 мм
- Начальная скорость пули: 745 м/с
- Масса в боевом положении со щитом: около 45 кг
- Длина тела пулемёта: 1100 мм
- Темп стрельбы: 500—600 выстр./мин.
- Ёмкость ленты: 250 патронов
- Вес ленты с патронами: 6,4 кг
- Прицельная дальность стрельбы: 1000 м

### MG 08
MG 08 (нем. Maschinengewehr 08) — немецкий вариант пулемёта Максима, он мог устанавливаться как на салазковом, так и на треножном станке. MG 08 активно применялся немецкой армией в Первую мировую войну. Как и у базового образца, автоматика MG 08 работает по системе использования отдачи ствола. Вермахт начал Вторую мировую войну имея на вооружении помимо других образцов пулемётов, 42 722 станковых, тяжёлых пулемётов MG 08/15 и MG 08/18. К началу Второй мировой войны MG 08 был уже устаревшим оружием, его применение в Вермахте объяснялось только нехваткой более новых и современных пулемётов.
TTX:
- Калибр: 7,92×57 мм
- Начальная скорость тяжёлой пули: 785 м/сек.
- Масса со станком: 64 кг
- Длина тела пулемёта: 1187 мм
- Ёмкость ленты: 250 патронов
- Темп стрельбы: 500—550 выстр./мин.
- Практическая скорострельность: 250—300 выстр./мин.
- Прицельная дальность: 2000 м

### MG 11
Швейцарский вариант пулемёта Максима, основывался на немецком MG 08. Использовал стандартный швейцарский винтовочный патрон 7,5×55 мм Шмидт-Рубин.

### ПВ-1
ПВ-1 (Пулемёт Воздушный) — вариант, предназначенный для установки на военные самолёты. Отличается от базовой модели способом крепления к носителю и отсутствием кожуха водяного охлаждения.
ТТХ:
- Длина: 1067 мм
- Длина ствола: 721 мм
- Патрон: 7,62×54 мм
- Калибр: 7,62 мм

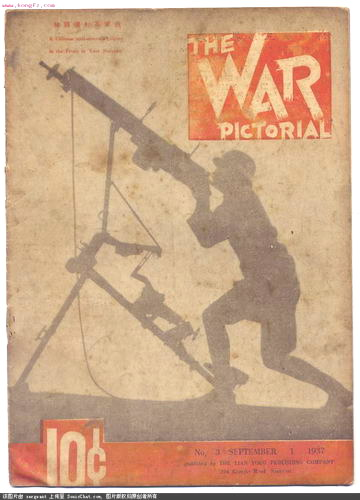
Тип 24 на обложке

- Скорость стрельбы: 750 выстрелов в минуту
- Дульная скорость: 740 м/с
- Вид боепитания: штатная лента на 250 патронов

### Тип 24
Тип 24 (кит. 二四式重機槍) — китайский вариант, являющийся копией немецкого MG 08 (24-й год по летоисчислению Миньго соответствует 1935 году григорианского календаря). Производился цзинлинскским арсеналом (Нанкин) с треногим станком Dreifuß 16. Всего было выпущено около 36 тысяч штук. Впоследствии многие из них были переделаны под советский патрон 7,62×54 мм R. Существовала также модификация пулемёта с воздушным охлаждением, «Тип 36».

### Крупнокалиберные варианты
Помимо вариантов под винтовочный калибр, выпускались и крупнокалиберные версии: Vickers .50 (12,7×81 мм), применявшиеся в британском флоте и сухопутных войсках и экспериментальный MG 18 TuF (13,25×92 мм SR). Vickers .50 применялся во время Второй мировой войны. Также имелись счетверённые варианты в качестве зенитных пулемётов.

## Страны-эксплуатанты
- Царство Болгария: перед началом Первой мировой войны на вооружение принят «Максим» М1904 и М1907 под австро-венгерский патрон 8×50 мм R Mannlicher, в 1921—1923 годах некоторое количество русских 7,62-мм пулемётов «Максим» образца 1910 года поступило в болгарскую армию после разоружения прибывших в Болгарию частей армии Врангеля.
- Великобритания
- Германская империя захваченные у русских во время первой мировой войны примерно 100
- Греция: греки закупали «Максимы» под свой патрон 6,5×54 мм Манлихер-Шенауер.
- Италия
- Королевство Сербия: сербский вариант немецкого «Максима» — MG 08 под патрон 7×57 мм изготавливался на заводах германской компании DWM под сербский заказ под обозначением M1909.
- Османская империя: турецкая армия к началу Первой Балканской войны имела 220 «Максимов», Hotchkiss M1900 и винтовки Маузера под патрон 7,65×53 мм Argentino.
- Российская империя: в 1895 году станковые пулемёты Максима, установленные на колёсные лафеты со щитом, поступили на вооружение русских крепостей в состав крепостной артиллерии. В 1900 году были сформированы восемь пулемётных батарей, входивших в состав полевой артиллерии. В 1901 году пулемётные батареи были преобразованы в пять пулемётных рот по восемь пулемётов в каждой, которые входили в состав некоторых пехотных дивизий. Однако это были лишь первые робкие попытки принять пулемёты на вооружение Русской императорской армии. Фактически же пулемёт был принят на вооружение Русской императорской армии только через десять лет, в 1905 году, собственное производство пулемёта образца 1910 года было организовано на Тульском оружейном заводе.
- Румыния: на вооружении румынской армии имелись варианты М1907 и М1910 под патрон 6,5×53 мм R.
- СССР: пулемёты образца 1905 и 1910 года находились на хранении, пулемёт образца 1930 года производился советской промышленностью — предприятиями Народного комиссариата вооружения: на заводе № 524 в Ижевске[26], заводе № 535[27] и заводе № 536 в Туле[28], заводе № 66[29] и заводе № 385 в Златоусте[30], заводе № 106 в Хабаровске[31].
- США: принят на вооружение в 1904 году под названием Maxim automatic machine gun, cal. 30, model of 1904, изготавливался американской промышленностью — на заводе Colt’s Patent Firearms Manufacturing Co. в Хартфорде в штате Коннектикут.
- Черногория: черногорские войска оснащались немецкими MG 08 под индексом М1912 калибра 7,62×54 мм R.
- Финляндия
- Швейцария
- Украина